# Rosnoën
Rosnoën (bret. Rosloc'hen) – miejscowość i gmina we Francji, w regionie Bretania, w departamencie Finistère.
Według danych na rok 1990 gminę zamieszkiwały 802 osoby, a gęstość zaludnienia wynosiła 24 osoby/km² (wśród 1269 gmin Bretanii Rosnoën plasuje się na 663. miejscu pod względem liczby ludności, natomiast pod względem powierzchni na miejscu 221.).